# Passe-Crassane
La Passe-Crassane est une variété de poire d'hiver obtenue par le pépiniériste Louis Boisbunel (1783-1856) à Rouen.

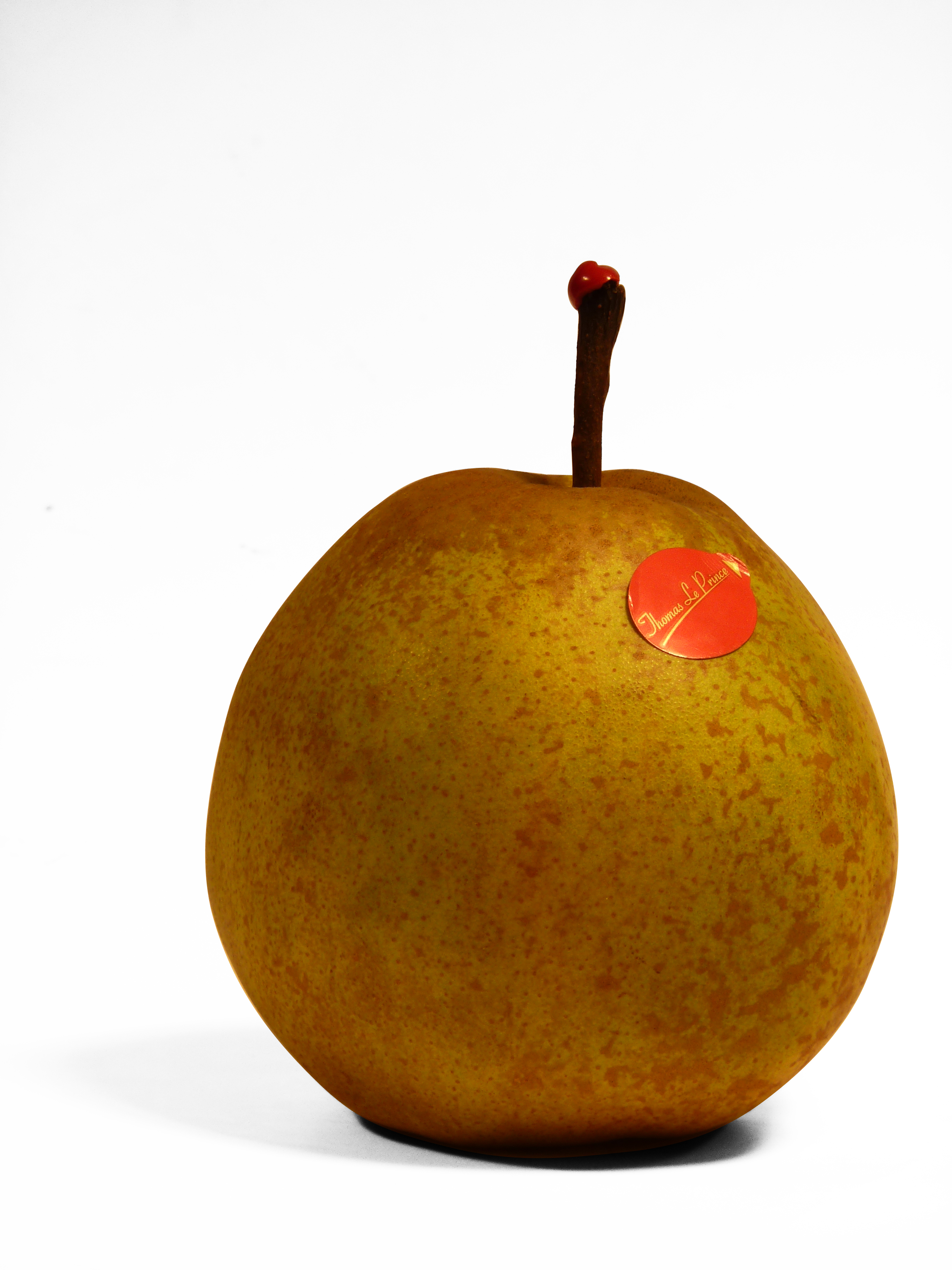
Passe-Crassane produite en Savoie.

## Origine
La Passe-Crassane provient d'un semis effectué en 1845 qui a présenté une première fructification en 1854.

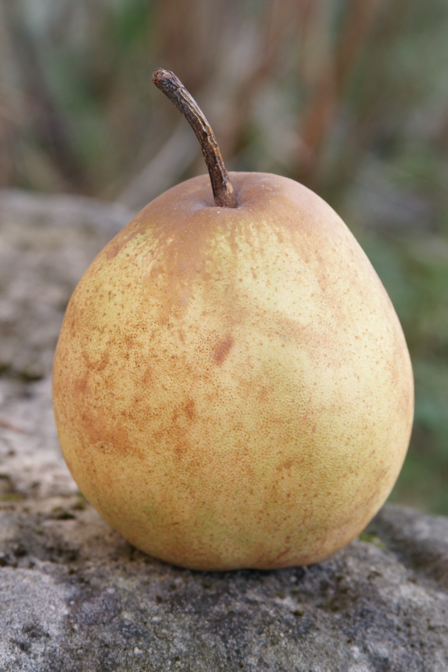
Poire Passe-Crassane

L'un de ses parents est la variété Doyenné d'Hiver. Elle ne résulte pas du croisement d'une poire et d'un coing, comme cela a pu être avancé.

## Description
La Passe-Crassane est un fruit de gros calibre. Elle est de coloration jaune vert largement couverte de roussissures, de forme arrondie aplatie, à la chair souvent granuleuse, très juteuse, un peu acide, parfois astringente.
Elle se récolte en octobre.
À la vente, elle est souvent présentée avec un bouchon de cire rouge à l'extrémité de son pédoncule. Cela a pour but d'améliorer la conservation en limitant l'évaporation par cette extrémité.

## Culture
Autrefois la poire d'hiver la plus cultivée en France, la Passe-Crassane tend à disparaître parce que son arbre est très sensible au feu bactérien. Cette sensibilité n'est pas intrinsèquement supérieure à celle d'autres variétés (Doyenné du Comice est également très sensible) mais est due à une production de floraisons secondaires très abondantes et échelonnées, typiques de cette variété.  
Du fait de cette sensibilité, sa plantation et sa multiplication ont été interdites en France de 1994 à 2021.  
La variété est également très sensible à la tavelure sur feuilles, fruits et bois. 
La Passe-Crassane fait partie des six variétés de poires de l'IGP Pommes et poires de Savoie.  
En Italie, où elle n'a pas fait l'objet d'une interdiction de multiplication, elle fait partie des dix poires de l'appellation Pera dell'Emilia-Romagna (it).